# Brachythemis wilsoni
Brachythemis wilsoni là một loài chuồn chuồn ngô thuộc họ Libellulidae. Nó được tìm thấy ở Burkina Faso, Cameroon, Cộng hòa Dân chủ Congo, Bờ Biển Ngà, Nigeria, Sudan, Togo, Uganda, có thể cả Botswana, và có thể cả Kenya. Môi trường sống tự nhiên của chúng là xavan khô, xavan ẩm, vùng cây bụi khô khu vực nhiệt đới hoặc cận nhiệt đới, vùng cây bụi ẩm khu vực nhiệt đới hoặc cận nhiệt đới, sông ngòi, và sông có nước theo mùa.